# Classe Admiral Hipper
La classe Admiral Hipper fu una classe di incrociatori pesanti della Kriegsmarine. Le tre navi di questa classe, la Admiral Hipper, la Prinz Eugen e la Blücher, erano vascelli da 220 metri molto ben protetti ed armati con delle ottime artiglierie da 203 mm tra le migliori a livello mondiale. Tuttavia non riuscirono ad ottenere risultati operativi di rilievo a causa dell'inferiorità della marina di superficie tedesca rispetto a quella Alleata.
Il più celebre tra essi è senz'altro il Prinz Eugen, che fu protagonista insieme alla Bismarck del raid nel quale venne affondato l'incrociatore da battaglia Hood; il Prinz Eugen sopravvisse al conflitto e divenne preda bellica americana, col nome di USS Prinz Eugen, per prendere parte ad un test atomico. Solo il Blücher andò perduto durante il conflitto, nel 1940, durante la campagna di Norvegia. Altri due incrociatori Seydlitz e Lützow erano stati impostati: il primo durante la sua costruzione venne convertito in portaerei, ma la sua costruzione non venne mai portata a termine, mentre il secondo nel 1939 venne venduto all'Unione Sovietica mentre era ancora in costruzione. 

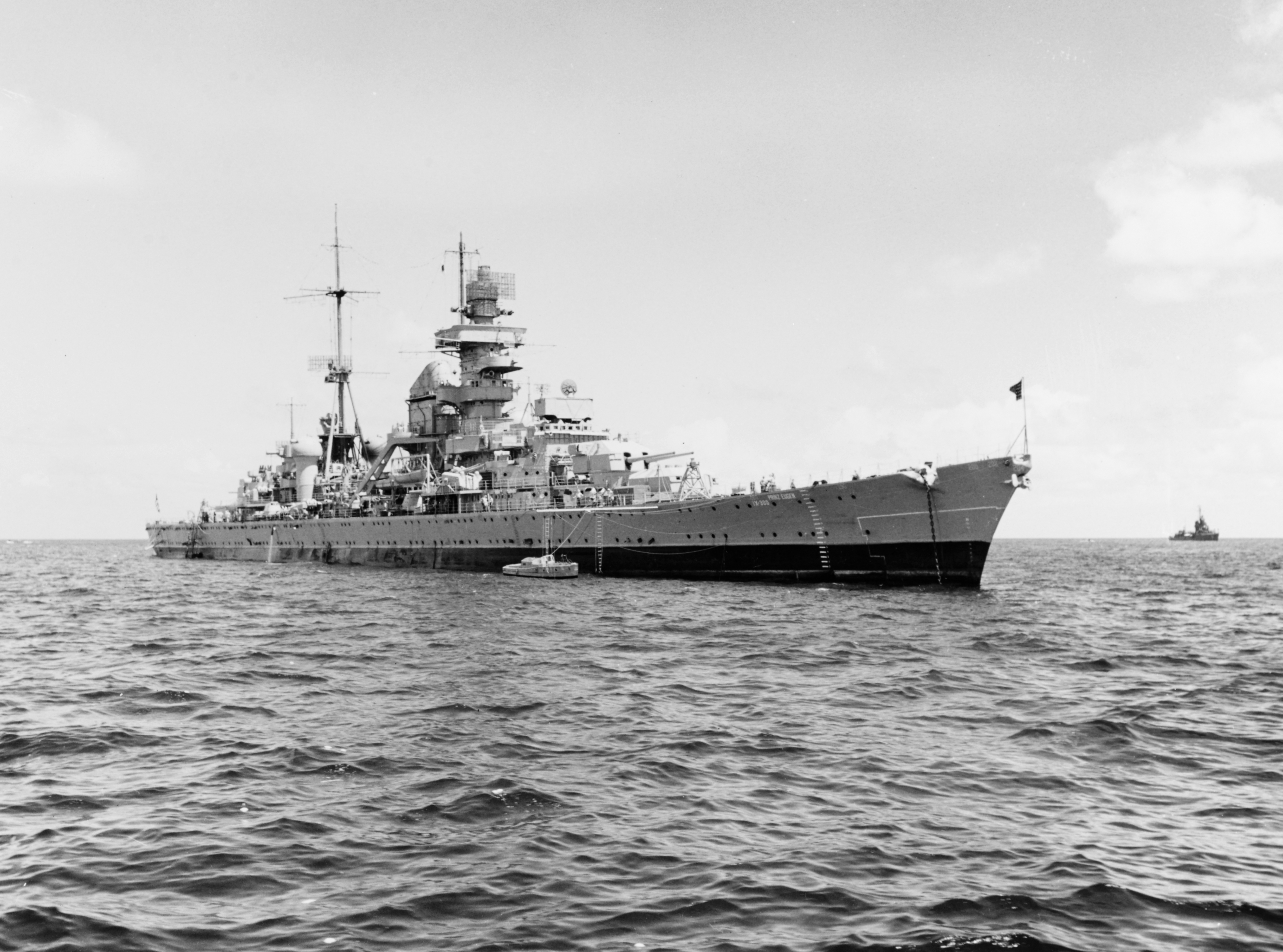
l'incrociatore Prinz Eugen

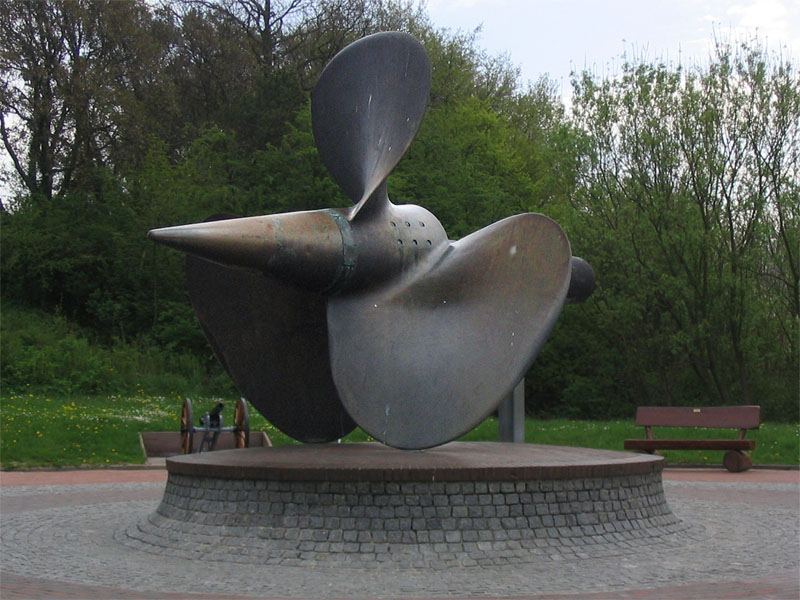
l'elica del Prinz Eugen

## Unità della classe
| Nave           | Immagine     | Costruttore                              | Omaggio                         | Impostazione     | Varo            | Entrata in servizio | Destino Finale |
| Kriegsmarine   | Kriegsmarine | Kriegsmarine                             | Kriegsmarine                    | Kriegsmarine     | Kriegsmarine    | Kriegsmarine        | Kriegsmarine |
| -------------- | ------------ | ---------------------------------------- | ------------------------------- | ---------------- | --------------- | ------------------- | --- |
| Admiral Hipper |              | Blohm + Voss, Amburgo                    | Franz von Hipper                | 6 luglio 1935    | 6 febbraio 1937 | 29 aprile 1939      | Autoaffondata il 3 maggio 1945 nel porto di Kiel                                                                                      |
| Blücher        |              | Deutsche Werke, Kiel                     | Gebhard Leberecht von Blücher   | 15 agosto 1936   | 8 giugno 1937   | 20 settembre 1939   | Affondato nell'Oslofjord il 9 aprile 1940                                                                                             |
| Prinz Eugen    |              | Friedrich Krupp Germaniawerft, Kiel      | Eugenio di Savoia               | 23 aprile 1936   | 22 agosto 1938  | 1 agosto 1940       | Usato come bersaglio nel poligono dell'Atollo di Bikini, affondò successivamente per i danni subiti                                   |
| Seydlitz       |              | Deutsche Schiff- und Maschinenbau, Brema | Friedrich Wilhelm von Seydlitz  | 29 dicembre 1936 | 19 gennaio 1939 | Mai                 | Demolito a Leningrado a partire dal 1958                                                                                              |
| Lützow         |              | Deutsche Schiff- und Maschinenbau, Brema | Ludwig Adolf Wilhelm von Lützow | 2 agosto 1937    | 1 luglio 1939   | Mai                 | Venduto alla Marina sovietica e venne ribattezzato Petropavlovsk, l'11 febbraio 1940. Venne demolito a Leningrado all'inizio del 1960 |

## Confronto
Confrontando le unità della classe Hipper con le classi di incrociatori pesanti di quel tempo, si possono visionare le seguenti caratteristiche:
- Dislocamento, a pieno carico
- Dimensioni: Lunghezza, larghezza, pescaggio (massimo)
- Armamento: numero di cannoni x calibro dell'armamento principale (mm)
- Protezione: Cintura/Ponte/Torri
- velocità massima (nodi)

| Classe           | Hipper             | Town          | Zara               | Algérie            | Northampton   | Mogami         |
| ---------------- | ------------------ | ------------- | ------------------ | ------------------ | ------------- | -------------- |
| Nazione          | Germania           | Gran Bretagna | Italia             | Francia            | USA           | Giappone       |
| Dislocamento (t) | 18400              | 13175         | 14600              | 13900              | 12350         | 12400          |
| Dimensioni (m)   | 210,4x21,9x7,9     | 187x19,3x5,3  | 182,7x20,6x5,9     | 180x20x6,1         | 183x20,1x4,95 | 230,9x20,2x5,8 |
| Armamento        | 8x203              | 12x152        | 8x203              | 8x203              | 9x203         | 10x203         |
| Protezione (mm)  | 70-80/12-50/70-105 | 114/51/25-63  | 100-150/70/120-140 | 100-150/70/119-140 | 76/51/38-64   | 100/35/25      |
| Velocità (nodi)  | 33                 | 32            | 35                 | 31                 | 32            | 34             |